# موز طومسوني
موز طومسوني (الاسم العلمي:Musa thomsonii) هو نوع من النباتات يتبع جنس الموز من فصيلة الموزية.